# Клузів
Клу́зів — село Івано-Франківського району Івано-Франківської області. Входить до складу Угринівської сільської громади.
Село Клузів розташоване біля підніжжя Вовчинецького пагорба на північний схід від обласного центру — міста Івано-Франківська — та межує з ним.

## Історія
Перша писемна згадка — 7 лютого 1437 року.
Історичні джерела засвідчують існування села з назвою Клузів у 1457 році.
У джерелах згадуються два брати-поляки Якуб та Миколай на прізвисько Клюс, яке з часом трансформувалося у «Клуз», звідси й назва володінь братів Клузів.
Згадку про Клузів знаходимо в «Адміністративній карті Галичини, Володимирії та Буковини», виданій у Відні 1855 року.
Кінець XIX — початок XX століть у Клузові здійснюється активна млинарська діяльність завдяки побудованому на штучному водному каналі недалеко від річки Бистриця водяному млину.
1939 рік — Клузів отримує статус окремого населеного пункту.
24 грудня 1949 року в селі Клузів утворено колгосп ім. Т. Г. Шевченка.
У 1951 році — об'єднання колгоспів декількох сіл, у тому числі й с. Клузова, у колгосп «Комсомолець».
З 1950-х років у Клузові розпочинають свою діяльність: початкова школа (до 1972 р.), сільський клуб, бібліотека, продуктовий кіоск.
1990 рік — роздача ділянок під житлове будівництво.
1991 рік — розпочато будівництво церковної споруди.
27 травня 1992 року утворено громадський комітет.

Церква Пресвятої Трійці

19 грудня 1993 року — в селі урочисто відкрито церкву Пресвятої Трійці та утворено Клузівську сільську раду.
12 липня 1995 року — урочисте відкриття символічного пам'ятника — Могили воїнам УПА.
1 листопада 2001 року в Клузові запалено газовий факел, до 2002 року село повністю газифіковано.

## Поезія
Де зливаються дві склянки пива

Й під Стінкою  пливе у далечінь моча,

Там розкинувся мій рідний Клузів -

Найкраще село на весь світ.
Де співає Поплавський всі пісні свої тупі

Де душа не знаходить нудьгу завдячуючи склянці віскарю

Це навіки місця мої рідні

Це мій Клузів який я люблю
Автор: Невідомий 15 річний парубок
*Стінка — Вовчинецький пагорб

Неопублікована народна творчість жителів села Клузова.